# Шоври
Шоври (фр. Chauvry) — муниципалитет во Франции, в регионе Иль-де-Франс, департамент Валь-д'Уаз. Население — 278 человек (1999). Муниципалитет расположен на расстоянии около 23 км севернее Парижа, 15 км восточнее Сержи.

## Демография
Динамика населения (Cassini и INSEE):